# 魯昌
魯昌，五胡十六国時代前燕人物，代郡人。
魯昌在鮮卑慕容部大人慕容廆属下为官，313年，与裴嶷、阳耽、黄泓担任謀主。后来改任征虜将軍。
晋王司馬睿任命慕容廆为龍驤将軍、都督遼左杂夷流民諸軍事、大单于，封昌黎公。慕容廆辞谢不受。魯昌劝说道：「现在洛阳、长安两京沦陷，天子流亡失位，琅邪王在江東承制，四海归心。明公虽雄据一方，但諸部还是拥兵不听从号令，因官位非承王命。现在应该派遣使者劝琅邪王継承大統，然後，遵奉詔令討伐有罪之人，谁敢不听从」。慕容廆同意，派遣长史王济由海路前往建康劝晋王即帝位。